# Al Teitelbaum

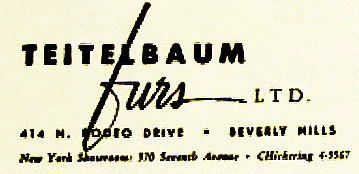
Briefkopf Teitelbaum Furs LTD. (1958)

Albert „Al“ Israel Teitelbaum (* 15. April 1915 in Chicago, Illinois; † 24. Mai 2011 in Medford, Oregon) war ein US-amerikanischer Kürschner. Als Inhaber der von seinem Vater gegründeten Firma Teitelbaum Furs LTD. war er bekannt als „Kürschner der Stars“ und kleidete während der 1940er und 1950er Jahre viele Persönlichkeiten Hollywoods mit Pelzen ein. Seine Karriere wurde unrühmlich durch einen fingierten Raubüberfall beeinträchtigt.

## Karriere

### Vorgeschichte derTeitelbaum Furs LTD.
Gegründet wurde die Teitelbaum Furs LTD. etwa 1912 von Al Teitelbaums Vater, Nachmen „Nathan“ Teitelbaum (* 21. Mai 1892 in Sokolets (Sokilets’), Uschyzja, Podolien, Russisches Kaiserreich (heutige Ukraine); † 9. Juli 1956 in Santa Monica, Kalifornien), der schon in Russland im Pelzgeschäft tätig gewesen war.
Nachmen Teitelbaum, der am 23. Dezember 1908 an Bord der SS Noordam von Rotterdam aus kommend als Emigrant in New York City angekommen war, heiratete am 9. Januar 1913 in Chicago die ebenfalls aus Russland stammende Rachel Leah Chasja Stanislafsky, genannt Lena (* 15. April 1893 in Kupichtcha/Kobizcha/Kobesick/Kobischa/Kabishche, Russisches Kaiserreich; † 31. Oktober 1975 in Los Angeles, Kalifornien). Mit dieser hatte er in weiterer Folge drei Kinder. Neben Albert waren dies dessen beide jüngere Schwestern Sylvia (* 26. März 1917; † 10. März 1974) und Adeline (* 9. Oktober 1919; † 25. Januar 2008). Alle drei wurden in Chicago geboren und zogen später mit der Familie nach Los Angeles. Nach dem Tod ihres ersten Ehemanns 1956 heiratete Lena Teitelbaum am 21. April 1967 in zweiter Ehe Jake Brown (1885–19??).
Nathan, so Nachmen Teitelbaums amerikanisierter Vorname, versah bereits seit 1917 Hollywoods Filmstudios mit Pelzkostümen. Das Unternehmen unterhielt zeitweilig Geschäfte im kalifornischen Palm Springs, 145 North Palm Canyon Drive, am Rodeo Drive in Beverly Hills und einen Showroom in New York, 370 Seventh Avenue. Al Teitelbaum, der in den 1930er Jahren die Beverly Hills High School besucht hatte, stieg in weiterer Folge in das Geschäft seines Vaters ein.
Wie auch sein Vater legte sich Albert Teitelbaum einen amerikanisierten Namen zu und nannte sich fortan Al Teitelbaum. Anstatt des zweiten Vornamens Israel wählte er Irving, wobei er mit vollem Namen als Albert „Al“ Irving Teitelbaum in Erscheinung trat.

### Als Inhaber derTeitelbaum Furs LTD.

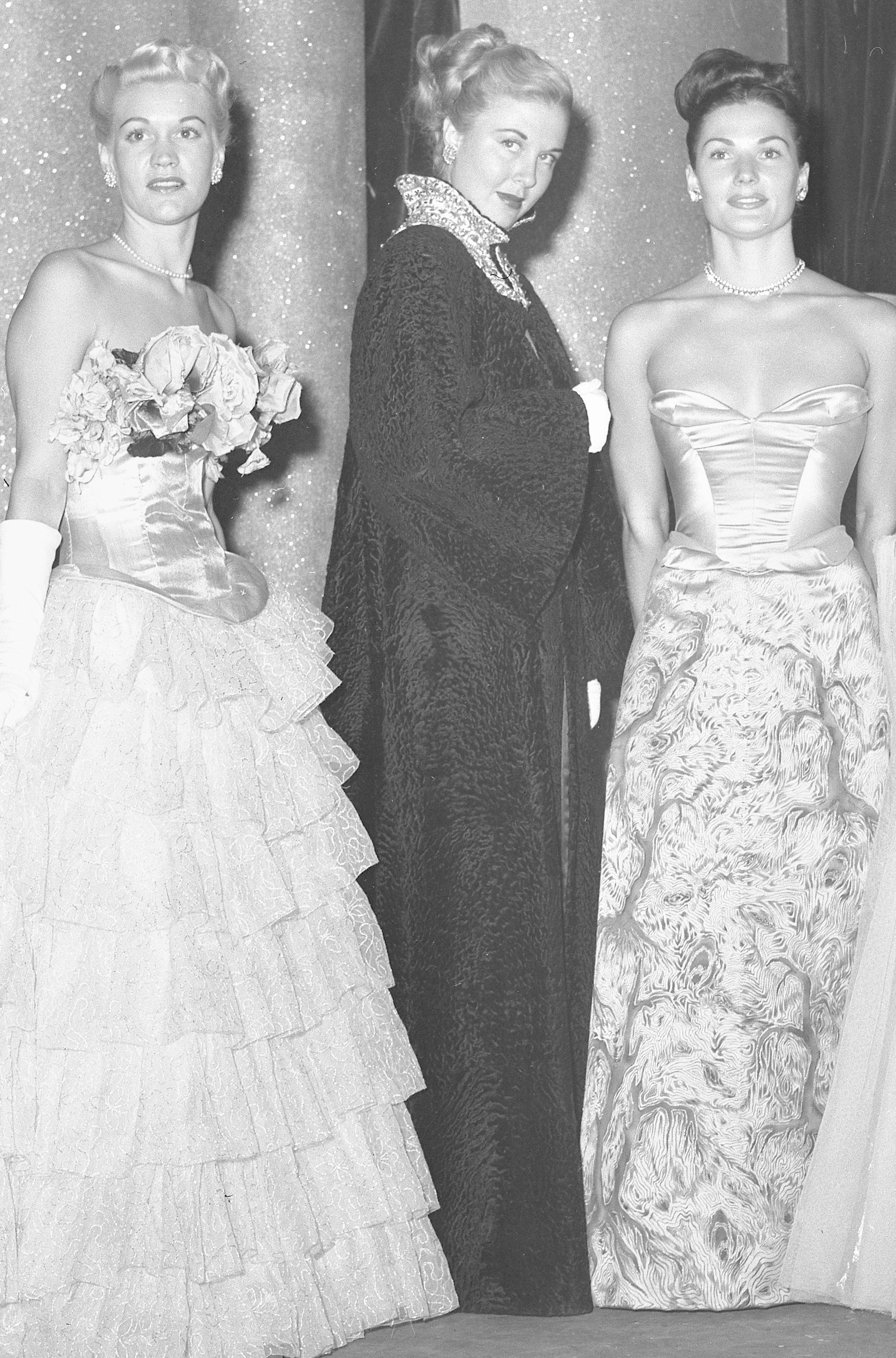
In der Mitte ein Abendmantel aus Buenolamm von Teitelbaum Furs (1947)

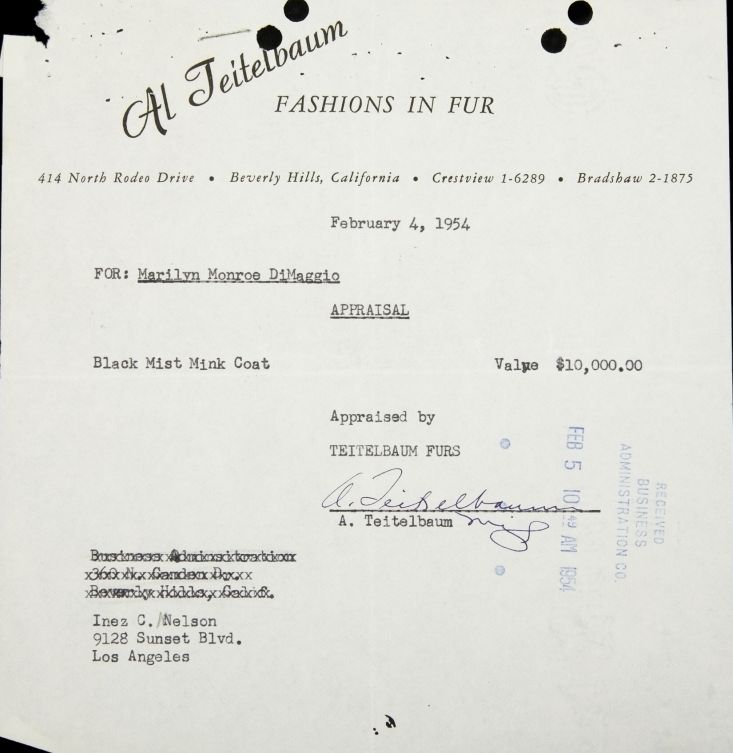
Wertschätzung für Marilyn Monroe DiMaggios „Black-Mist“-Nerzmantel
(Al Teitelbaum, 1954)

Al Teitelbaum stattete zahlreiche Filmproduktionen aus, von einem Klassiker wie Meine Braut ist übersinnlich (Originaltitel: Bell, Book and Candle), wo seine Pelze die Kostüme des Kostümbildners und Modedesigners Jean Louis für Kim Novak und andere Mitwirkende ergänzten, bis hin zu weniger anspruchsvollen Produktionen, wie Miss Mink of 1949 („Miss Nerz 1949“). In einem Interview aus dem Jahr 1950 berichtete Teitelbaum, dass er der einzige in Hollywood sei, der Pelze an Studios verleihe. Die Kleidungsstücke hätten sich schon durch die Vermietung praktisch von selbst bezahlt gemacht, bevor er sie dann als Second Hand, anfangs an der Westküste, verkaufe.
Zu seiner Stammkundschaft gehörten die Schauspielerinnen Marilyn Monroe, Joan Crawford und Paulette Goddard, für letztere fertigte er einen leopardgefütterten Regenmantel an. Er spezialisierte sich auch auf Herrenpelze. Für einen von Goddards Ehemännern fertigte Teitelbaum einen Anzug aus Galyak-Breitschwanz mit einer Jacke im Stil einer Strickjacke samt einer Bügelfaltenhose. Für den prominenten professionellen Wrestler George Raymond Wagner, bekannt als „Gorgeous George“, arbeitete er eine pfirsichfarbene Hermelinhose. Überhaupt verwendete er viele in ungewöhnliche Farben eingefärbte Felle für seine Kreationen, die den Ansprüchen seiner besonders extravaganten Kundschaft entgegenkamen.
Als in seiner wechselvollen Karriere das Geschäft ins Stocken geriet, managte und unterstützte er den Startenor Mario Lanza, dessen Karriere sich ebenfalls auf einem Tiefpunkt befand. Der Historiker Jonathan Fyers bezeichnete diese Tätigkeit als „ein Nebengeschäft, das sich oft als profitabler erwies als sein eigentliches Pelzgeschäft“. Ihre beiden Ehefrauen waren jahrelang befreundet und Teitelbaum wurde zugeschrieben, dass er dem Tenor half, seine Alkoholabhängigkeit zu überwinden. Lanzas Biograph Derek Mannering resümierte: „Warum oder wie jemand auf die Idee kam, dass ein Kürschner aus Beverly Hills geeignet wäre, die Karriere des berühmtesten – und für manche auch berüchtigtsten – Tenors der Welt zu betreuen, ist nicht klar. Aber Teitelbaums Verdienst ist es, dass er sich sofort an die Arbeit machte.“
Teitelbaum produzierte als Nebenartikel eine lukrative Anzahl sehr unterschiedlicher pelzbezogener Objekte. Am besten verkauften sich seine „Nerztelefone“, das Stück für 200 Dollar. Andere Angebote waren eine komplette Bibliothek nerzeingebundener Bücher, Lampenschirme aus weißem Karakulfell sowie als Auftragsarbeiten eine mit Hermelin gepolsterte Schreibmaschine für einen Hollywood-Filmautor und Zebrafellpolster für die Limousine des Regisseurs Mitchell Leisen. Für eine Szene in Miss Mink 1949 hatte Teitelbaum eine mit Nerz gefütterte Badewanne angefertigt, die jedoch im Film nicht gezeigt wurde. Dies waren nur einige von vielen anderen pelzbesetzten Gegenständen, die er für Filme und Privatkunden anfertigte.

### Lebensabend, Ehen und Tod
Kurz vor seinem 70. Geburtstag heiratete er am 29. März 1985 die rund 17 Jahre jüngere Beverly Ann Gruber bzw. Beverly Ann Ursetta. Davor war er bereits um das Jahr 1940 mit Sylvia C. (1918–1981; geborene Hoffman) verheiratet gewesen. Aus der Ehe mit Sylvia entstammt der Sohn Ron „Ronnie“ (* 16. Oktober 1938 in Santa Monica, Kalifornien; † 11. September 2000 in Los Angeles, Kalifornien), der in den 1980er Jahren die Fast-Food-Kette Johnny Rockets gründete.
Am 24. Mai 2011 starb Al Teitelbaum im Alter von 96 Jahren in der Kleinstadt Medford im US-Bundesstaat Oregon, in der er zuletzt gelebt hatte. Begraben wurde er am größten jüdischen Friedhof Kaliforniens, dem Mount Sinai Memorial Park Cemetery, auf dem auch seine erste Ehefrau Sylvia seit 1981 begraben ist.

## Fingierter Überfall und Nachgeschichte
In Erinnerung blieb Teitelbaum jedoch vor allem im Zusammenhang mit einem Gerichtsverfahren, das der amerikanische Schriftsteller James Ellroy später in einer Kurzgeschichte verarbeitete. Im Jahr 1956 wurde Teitelbaum beschuldigt, einen Versicherungsbetrug versucht zu haben, indem er am 27. Dezember 1955 einen Raubüberfall inszenierte. Er gab an, mit einer Waffe bedroht worden zu sein, während vier Räuber ihn gefesselt hätten, die anschließend mit Pelzen im Wert von 280.000 Dollar entkommen seien. Obwohl er sich auf prominente Zeugen berief, darunter Joan Crawford, wurde er am 20. September 1956 von einem kalifornischen Gericht zu einem Jahr Gefängnis verurteilt. Der Tenor Mario Lanza war maßgeblich an Teitelbaums Verteidigung beteiligt, da er kurz nach dem vorgeblichen Raubüberfall in dem Geschäft eingetroffen war und aussagte, er habe Teitelbaum „aufgebracht und zitternd“ vorgefunden. Teitelbaum trat die Haftstrafe am 6. August 1959 an, nachdem er erfolglos durch die Instanzen gegangen war.
Am 22. März 1960 wurde er vorzeitig entlassen, um sich auf den von ihm angestrengten Zivilprozess gegen seine Versicherungen vorbereiten zu können. Ein an demselben Tag aufgenommenes Pressefoto mit dem Titel „Teitelbaum aus dem Gefängnis“ zeigt den 44-Jährigen beim Verlassen des Obersten Gerichts von Santa Monica, zusammen mit seiner Ehefrau Sylvia, dem Sohn Ronnie (Ronn, 21 Jahre, gest. September 2000) und der 18-jährigen Tochter sowie seinem Rechtsanwalt Morris Lavine.
Teitelbaum hatte stets seine Unschuld beteuert. Noch vor seiner Entlassung aus dem Gefängnis waren Unstimmigkeiten bei den Ermittlungen bekannt geworden; der mit dem Fall befasste Polizei-Captain aus Beverly Hills war deswegen entlassen worden. Im anschließenden Zivilprozess, den Teitelbaum gegen seine Versicherungen führte, um für den bei dem angeblichen Überfall erlittenen Verlust entschädigt zu werden, sprach ihm die Jury am 24. Mai 1960 erstinstanzlich eine Summe von über 244.000 Dollar zu. Schlussendlich verlor Teitelbaum den Fall jedoch im Oktober 1962 vor dem Obersten Gerichtshof des Staates Kalifornien. Bereits im März 1961 war eine weitere Klage Teitelbaums über 7,3 Millionen US-Dollar abgewiesen worden, die dieser gegen über ein Dutzend Versicherungen sowie mehrere Polizisten eingereicht hatte und in der er die Beklagten beschuldigt hatte, sich gegen ihn verschworen zu haben, um ihn um seine Versicherungsentschädigung für den Raubüberfall zu bringen.
Ein Begnadigungsantrag, den Teitelbaum in der Strafsache eingereicht hatte, wurde von der zuständigen Kommission des Staates Kalifornien im Oktober 1960 zur Ablehnung empfohlen. Nach seinem spektakulären Prozess führte er, so stand es in den späteren Gerichtsakten seiner Privatklage, „ein ruhiges Leben und vermeidet Berühmtheit“. Im Jahr 1950 erschien ein Artikel mit dem Titel Er macht Nerz-Telefone, der den Pelzneuheiten seiner prominenten Pelz-Liebhaber gewidmet war. Der Artikel schloss mit einer scherzhaften Anspielung des Werbetexters auf Meret Oppenheims Objekt des pelzbezogenen Kaffeeservices („Déjeuner en fourrure“), in dem der Autor in einem Wortspiel voraussagte: „And you can bet an ermine-coated coffee cup, he’ll go fur, that phone furrier fella“ („Und Sie können eine mit Hermelin überzogene Kaffeetasse darauf wetten, dass er sich in einen Pelz verwandeln wird, dieser Telefon-Pelzhändler-Typ“).

## Rezeption
1999 veröffentlichte Ellroy eine Sammlung von Kurzgeschichten, darunter Tijuana Mon Amour, in der er in dem für ihn charakteristischen Stakkato-Stil die wahre Geschichte von Teitelbaums Betrug mit einer ausgedachten halluzinatorischen Verschwörung verquickt, in der es um Raub, Mord, Prostitution, Drogensucht und Pelz-„Fencing“ geht, wie der Handel mit gestohlenen Pelzen genannt wurde. Teitelbaum wird darin als „a furtive fur merchant“ (ein heimlicher Pelzhändler) beschrieben, im Englischen ein Wortspiel.
Die Geschichte erschien ursprünglich in der Zeitschrift GQ – Gentlemen’s Quarterly, die zu Condé Nast gehört. Teitelbaum, der zum Zeitpunkt der Veröffentlichung 84 Jahre alt war, versuchte, Condé Nast auf 20 Millionen Dollar zu verklagen, da Ellroy – der hatte angenommen, Teitelbaum wäre bereits tot – den Kürschner zusätzlich zu dem fingierten Raubüberfall nackt im Bett mit Barbara Graham beschrieb, einer realen, 1955 in der Gaskammer hingerichteten Mörderin, sowie der Schauspielerin Linda Lansing, die bei Ellroy als Teitelbaums Model die „gestohlenen“ Pelze „behütet“. Der Verleumdungsfall wurde außergerichtlich gegen eine ungenannte Summe beigelegt.
Teitelbaums womögliche andere kriminelle Aktivitäten blieben ungeklärt. Er hatte, zusammen mit dem letzten, angeblichen Überfall, innerhalb von 26 Monaten zwei Raubüberfälle mit einem Schaden von insgesamt 450.000 Dollar gemeldet. Als sein Vater im Juli 1956 tot in seinem Auto aufgefunden wurde, gestorben an einem Herzinfarkt, hatte dieser einen Scheck über 22.000 Dollar bei sich, ausgestellt auf Teitelbaum Furs. Die Polizei vermutete, es handele sich dabei offenbar um ein Darlehen oder ein Geschenk an den wegen schwerer Verschwörung angeklagten Sohn Al Teitelbaum.
In einer Neuauflage der Short Story im Jahr 1999 hieß der Akteur nicht mehr Teitelbaum, sondern Louie Sobel.

## Filmausstattungen
- Der Henker saß am Tisch („711 Ocean Drive“, 1950)[3]
- Champagne for Caesar (1950)[3]
- Maskierte Herzen („Sudden fear“, 1952)[3]
- Sittenpolizei (1953, Kriminalfilm von Arnold Laven mit Edward G. Robinson und Paulette Goddard)[3]